# Galerie RAM
Galerie RAM, inmiddels RAM Berry Koedam, is een kunstgalerie in de Nederlandse plaats Rotterdam, gespecialiseerd in hedendaagse en actuele kunst.
De galerie is in 1986 begonnen door Berry Koedam als huiskamergalerie aan de 's-Gravendijkwal. Daarnaast programmeerde zij het kunstenaarsinitiatief Stek (waar ze medeoprichter van was). Vanaf het begin was de keuze een mix van (inter)nationale gerenommeerde en jonge kunstenaars te tonen en ieder jaar een keuze van academie-verlaters te laten zien, waarbij bewuste aandacht voor vrouwelijke kunstenaars. Vrij snel presenteerde de galerie zich ook op kunstbeurzen. Zo brachten ze op de KunstRAI in 1989 het werk van Marinus Boezem, die later dat jaar Nederland vertegenwoordigde op de Biënnale van São Paulo.
In 1991 verplaatste de galerie naar het centrum naar een pand van een voormalige metaalfabriek aan de Hoornbrekersstraat onderaan de Schiedamsedijk, waarbij Per Abramsen het interieur van beide verdiepingen inrichtte. Het pand had op twee verdiepingen zoveel ruimte, dat het tot de grootste van Europa gerekend kon worden. De openingsexpositie toonde recent werk van Marinus Boezem en later Jan Henderikse over de hereniging in Duitsland. Vanaf 1988 werden regelmatig projecten in samenwerking met collega's en kunstinitiatieven gerealiseerd en aangesloten bij Foto - Beelden Biënnales in Rotterdam. Ook werden vanaf het begin discussies georganiseerd en lezingen, bijvoorbeeld met Allan Kaprow in 1989 en bij Stek met Jean Leering. In 1994 werd ramfoundation opgericht en in samenwerking projecten en uitwisselingen geïnitieerd en met presentaties aangesloten bij het IFFR, Keramiek Nederland, Poetry International, Museumnacht, IABR. 
In 2001 vond weer een verhuizing plaats naar de voormalige RMI melkfabriek Blekerstraat 10. Deze werd nogmaals verbouwd en heringericht door Per Abramsen. Er kwamen diverse ruimtes die een specifieke functie kregen, een video, een tekeningen, een talent room en een project room. De grote zaal werd geprogrammeerd met nieuwe media en multidisciplinair en de voorruimte werd in samenspraak ingevuld door de ramfoundation. 
Tot 2017 heeft de galerie exposities, projecten en installaties getoond in eigen ruimte en daarna  is de galerie online actief geworden en presenteert zich soms op uitnodiging bij externe exposities. Kunstenaars die RAM vertegenwoordigt of vertegenwoordigde, zijn onder anderen Per Abramsen, Karin Arink, Marjolijn van den Assem, Will Alsop & Bruce McLean, Selim Birsel, Berlinde De Bruyckere, Christian Boltanski, Luc Deleu, Belu Simion Faineru, Heide Fasnacht,  Alain Fleischer, Wim Gijzen, Jeanne van Heeswijk, Ali Kazma, Shelagh Keeley, Tamas Komoroczky, Bert Loerakker, Libia Castro & Ólafur Ólafsson, Jean Mauboules, Leonel Moura, Pieter Laurens Mol, Hajnal Nemeth, Eric de Nie, Nancy Spero, Lydia Schouten,  Jan Schoonhoven, Janos Sugar, Gerard Verdijk, Hans Verweij, Ben Vautier, Co Westerik, Erwin Wurm, Hulya Yilmaz en veel anderen

## Exposities (selectie)
- 1990 - David van de Kop[6]
- 1991 - Jan Henderikse e.a.[3]
- 1994 - Sculpture City, Galerie RAM in samenwerking met Kas Oosterhuis en Ilona Lenard[7]
- 1995 - The Stone Company II door Don Satijn
- 2005 - Tentoonstelling Peter Hellemons
- 2005 - Luc Deleu
- 2007 - Seelenbriefe, Marjolijn van den Assem.[8]